# ژن خوک
ژن خوک فیلمی به کارگردانی و تهیه کنندگی سعید سهیلی و نویسندگی سعید سهیلی و احمد کاوری محصول سال ۱۳۹۷ است. این فیلم به سبک اجتماعی - کمدی و به زبان فارسی، محصول ایران می‌باشد.
این فیلم در تاریخ ۲۶ اسفند ۱۳۹۷ در سینماهای ایران اکران شد.
نسخه نمایش خانگی فیلم ژن خوک در تاریخ ۲۶ شهریور ۱۳۹۸ عرضه شد.

## خلاصه داستان
دو زندانی (رضا کیشمیش و عماد گربه) از زندان فرار می‌کنند تا بتوانند به هدفی که از پیش تعیین شده برسند. اما در این راه اتفاقات مختلفی برایشان رخ می‌دهد…. سوژه این فیلم، ژن خوب است و نگاهی انتقادآمیز به آقازاده‌ها و سعی در به چالش کشیدن آن‌ها را دارد.

## بازیگران
| بازیگر           | نقش             |
| ---------------- | --------------- |
| هادی حجازی‌فر     | رضا کیشمیش      |
| سینا مهراد       | عماد گربه       |
| نازنین بیاتی     | ماهرخ           |
| بهرنگ علوی       | روزبه املشی     |
| صبا سهیلی        | فاطی            |
| قربان نجفی       | محمدباقر        |
| شهین تسلیمی      | مادر رضا        |
| الناز حبیبی      | مائده           |
| جمشید هاشم‌پور    | پدر عماد و فاطی |
| علیرضا مهران     | رحمت            |
| مهدی دانایی مقدم | احمد            |
| مهسا آبیز        | حکیمه           |
| افشین اخلاقی     | فتاح            |
| فرشید نزاکتی     | اسمال           |
| وحید کرمانی      | ساشا            |
| احمد مینایی      | روحانی          |

## موسیقی
| شماره | نام                        | خواننده    | مدت  |
| ----- | -------------------------- | ---------- | ---- |
| ۱.    | «حلالم کن» (تیتراژ پایانی) | محسن چاوشی | ۳:۵۹ |